# IPhone 16 Pro
iPhone 16 Pro je chytrý mobilní telefon, vyvinutý a vyrobený americkou společností Apple. Jedná se o model 18. generace mobilních telefonů iPhone, společně s variantami iPhone 16, iPhone 16 Plus, iPhone 16e a iPhone 16 Pro Max, které nahrazují předchozí 17. generaci – iPhone 15, 15 Plus, 15 Pro a 15 Pro Max. Má procesor Apple A18 Pro, v době svého představení měl k dispozici verzi IOS 18.